# António Esteves de Carvalho

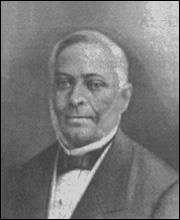
O Barão de Santa Engrácia

António Esteves de Carvalho, primeiro e único barão de Santa Engrácia (25 de Maio de 1818 — 4 de Agosto 1864), foi um proprietário e negociante de grande prestígio em Lisboa.
Recebeu título concedido por decreto de D. Luís I de 5 de Novembro de 1862.
Foi também comendador da Ordem de Cristo, cavaleiro da Torre e Espada, comendador de São Lázaro de Itália, e ainda condecorado com a medalha da Câmara Municipal de Lisboa, criada para recompensar serviços prestados durante a epidemia de febre amarela em 1857.
Foi presidente da Câmara Municipal de Lisboa e da Comissão Central 1.º de Dezembro de 1640, no período de 25 de Agosto de 1861 a Outubro de 186?, e a qual tinha ajudado a fundar.
Faleceu sem deixar descendência.